# Raffaele
Raffaele, artiestennaam van Raffaele Vetrugno, is een Belgisch artiest. Vetrugno had zijn eerste hit in 2002 met Una Notte Magica. Oorspronkelijk zong hij in het Italiaans en Engels. Vanaf 2005 zingt hij in het Nederlands.

## Discografie
| Single met hitnotering(en) in de Vlaamse Ultratop 50 | Datum van verschijnen | Datum van binnenkomst | Hoogste positie | Aantal weken | Opmerkingen |
| ---------------------------------------------------- | --------------------- | --------------------- | --------------- | ------------ | ----------- |
| Una Notte Magica                                     | 2002                  | 29-06-2002            | 6               | 15           |             |
| L'unica Donna                                        | 2002                  | 02-11-2002            | 30              | 5            |             |
| Be With Me X Sempre                                  | 2003                  | 15-02-2003            | 36              | 7            |             |
| I Need To Know                                       | 2003                  | 21-06-2003            | 14              | 12           |             |
| Innamorato                                           | 2003                  | 25-10-2003            | 47              | 2            |             |
| Save Me                                              | 2004                  | 31-01-2004            | 47              | 2            |             |
| Non Dirmi No                                         | 2004                  | 03-07-2004            | 45              | 5            |             |
| Bisogne di te                                        | 2005                  | 22-01-2005            | 44              | 2            |             |
| Blijf                                                | 2005                  | 27-08-2005            | tip4            |              |             |
| Als ik durven zou                                    | 2010                  | 21-08-2010            | tip42           |              |             |
| Eva                                                  | 2011                  | 17-09-2011            | tip21           |              |             |
| Schaduw                                              | 2012                  | 22-12-2012            | tip41           |              |             |